# William Anderson Handley
William Anderson Handley (* 15. Dezember 1834 bei Liberty Hill, nahe Franklin, Heard County, Georgia; † 23. Juni 1909 in Roanoke, Randolph County, Alabama) war ein US-amerikanischer Politiker (Demokratische Partei).

## Werdegang
William Anderson Handley zog nach Alabama, wo er öffentliche Schulen besuchte. Dann zog er nach Roanoke (Alabama). Während des Amerikanischen Bürgerkrieges diente er in der Konföderiertenarmee. Er bekleidete dort den Dienstgrad eines Captains im 25. Regiment. Nach dem Ende des Krieges ging er Handelstätigkeiten nach.
Handley verfolgte ebenfalls eine politische Laufbahn. Er wurde in den 42. US-Kongress gewählt, wo er vom 4. März 1871 bis zum 3. März 1873 tätig war. Dann war er zwischen 1888 und 1892 Mitglied im Senat von Alabama. Er nahm 1901 als Delegierter an der verfassungsgebenden Versammlung von Alabama teil. Dann war er zwischen 1903 und 1907 Mitglied im Repräsentantenhaus von Alabama.